# 塞爾斯 (亞利桑那州)
塞爾斯（英語：Sells）是位於美國亞利桑那州皮馬縣的一個人口普查指定地區。根據2010年美國人口普查，該地共人口2799人，而該地的面積約為24.61平方千米。

## 地理
塞爾斯的座標為32°19′33″N 112°02′34″W / 32.32583°N 112.04278°W，而該地最高點為海拔高度729米（即2392英尺）。